# بيبي إسكوبار
بيبي إسكوبار (بالبرتغالية: Pepe Escobar‏) هو صحفي برازيلي، ولد في 1954 في ساو باولو في البرازيل.